# George Baronzi
George Baronzi (n. 1828  , Brăila  - d. 28 mai 1896) a fost un poet, prozator, gazetar și traducător român, de pe vremea lui Alecsandri și Bolintineanu.

## Date biografice
George Baronzi s-a născut la Brăila în anul 1815 (sau 1828), a făcut puține studii formale, dar a început de timpuriu să publice (1844) și traduceri și lucrări originale. 

Spirit multilateral și enciclopedic, Baronzi a tipărit peste 45 volume, din cele mai variante genuri: versuri, teatru, traduceri din limba franceză și engleză și de asemenea proză. Prin al său "Misterele Bucureștului", apărut în trei volume între anii 1862 - 1864, Baronzi poate fi considerat un pionier al romanului românesc. În aceeași măsură el s-a remarcat și în gazetărie, redactând la Brăila ziarele "Moș Ion" (1886) și "Pressa Română" (1886), la Galați, "Vocea Covurluiului" (1873 - 1888), iar la București, în 1848, săptămânalului "România - libertate - egalitate - fraternitate", care susținea cauza revoluției.:p. 64

## Opera
Opera sa uprinde poezie romantică de inspirație folclorică și istorică, legende, fabule și satire, romane, piese de teatru, traduceri.

### Poezie
- Nopturne (1853)
- Orele dalbe (1864)
- Satire (1867)
- Legende și balade
- Poezii alese, postum (1909)

### Romane
- Misterele Bucureștului, 3 volume, (1862 - 1864)

### Piese de teatru
- Matei Basarab sau Dorobanți și semeni